# Vufflens-la-Ville
Vufflens-la-Ville (toponimo francese; in tedesco Wolflingen, desueto) è un comune svizzero di 1 252 abitanti del Canton Vaud, nel distretto del Gros-de-Vaud.

## Monumenti e luoghi d'interesse
- Chiesa riformata di Santo Stefano, eretta nell'XI secolo[1].

## Società

### Evoluzione demografica
L'evoluzione demografica è riportata nella seguente tabella:
Abitanti censiti

## Amministrazione
Ogni famiglia originaria del luogo fa parte del cosiddetto comune patriziale e ha la responsabilità della manutenzione di ogni bene ricadente all'interno dei confini del comune.

## Infrastrutture e trasporti
Vufflens-la-Ville è servita dall'omonima stazione sulla ferrovia Losanna-Olten.